# Werbesprache
Als Werbesprache bezeichnet man die spezifischen sprachlichen Auffälligkeiten, durch welche Werbetexte als werblich erscheinen. Werbesprache verfolgt immer bestimmte Wirkungsziele. Sie hat Adressaten (Zielgruppen) und Absender (Auftraggeber der Werbung). Für ihre Erstellung nutzen große Unternehmen Spezialisten, genannt Werbetexter. Im weiteren Sinn können mit „Sprache der Werbung“  alle verbalen und nonverbalen Kommunikationsmittel gemeint sein, die in der Werbung verwendet werden.

## Historische Entwicklung
Die Geschichte der Werbung begann bereits in der Antike zur Zeit Christi. In fortschrittlichen Städten wie Pompeji, die eine hohe Alphabetisierungsrate aufwiesen, fand man Inschriften, mit denen z. B. für Politiker und Gaststätten geworben wurde:
- Wählt Bruttius Balbus, denn er wird die Stadtkasse schonen.
- Ex hinc viatorriens ante turii XII inibi. Sarinus Publii camponatur. Ut arires. Vale. (Wanderer, gehe von hier bis zum 12. Turm. Dort hält Sarinus eine Weinstube. Besuche dieselbe. Lebe wohl.)

Nach der Erfindung des Buchdrucks im 15. Jahrhundert und durch das Entstehen des Pressewesens zu Beginn des 17. Jahrhunderts wurde es leichter, die Werbung zu reproduzieren und zu verbreiten. Im 18. Jahrhundert entstanden die sogenannten Intelligenzblätter, die auf Anzeigen spezialisiert waren. Die ersten Werbeagenturen entstanden als externe Verkäufer der Anzeigenplätze in den Zeitungen, die dafür von den Zeitungen eine Provision erhielten. Man erhob sogar eine eigene Steuer für diese Anzeigen. Rund 100 Jahre später entdeckten die Zeitungen die Möglichkeit, sich mit Hilfe der Werbung zu finanzieren und dadurch den Preis für die Leser zu verringern. Der Einfluss der Wirtschaft nahm zu. Im Zuge der Industriellen Revolution entstand die Massenproduktion. Nun wurde die Werbung nicht mehr von den Händlern, sondern von den Erzeugern der Waren kontrolliert.

## Funktion und Aufbau einer Werbeanzeige

### AIDA
Die Stilmittel der Werbesprache entstammen der allgemeinen Rhetorik. Ihr werblicher Charakter wird vor allem dadurch deutlich, dass die Werbung so gut wie immer die positiven Seiten des Angebots stark überbetont, etwa durch Häufung von positiven Adjektiven oder superlativischen Wendungen. Der Gesetzgeber musste daher der werblichen Kommunikation mit dem § 5 des Gesetzes gegen den unlauteren Wettbewerb (UWG) Grenzen setzen. Werbesprache muss demnach als solche erkennbar sein und die getroffenen Aussagen dürfen die Verbraucher nicht in die Irre führen.
In einer Werbekampagne dient die Werbesprache in der Regel dazu, die Zielgruppen zum Erwerb eines Produktes, einer Dienstleistung oder eines Abonnements zu veranlassen. Oft müssen Werbetexte dabei vier Aspekte berücksichtigen, die in dem sogenannten AIDA-Modell beschrieben werden. Das AIDA-Modell wird von vielen Produktmanagern und Werbeagenturen als Kriterien-Modell verwendet. Die Abkürzung ergibt sich aus vier Begriffen:
- Attention (Aufmerksamkeit): Als Erstes soll die Werbesprache dazu beitragen, für die Werbemittel Aufmerksamkeit zu erzeugen.
- Interest (Interesse): Als Zweites soll das Interesse der Zielgruppen geweckt werden, zum Beispiel durch Aussagen, die ihnen wichtig erscheinen.
- Desire (starker Wunsch): Im Dritten Schritt soll bei den Verbrauchern ein starker Wunsch erzeugt werden, die beworbene Ware oder Dienstleistung zu besitzen.
- Action (Handlung): Viertens soll die Werbesprache schließlich die Verbraucher zum Handeln veranlassen, also zum Kaufen.

Ökonomisch betrachtet kann Werbesprache zu Transparenz und Entwicklung von Märkten beitragen. Wenn mehrere Hersteller ein qualitativ vergleichbare Produkte anbieten, kann die Werbung nicht nur ein Erfolgsfaktor für die Unternehmen, sondern auch ein Informationsfaktor für die Verbraucher sein. In vielen Fällen können Verbraucher zum Beispiel über die Existenz konkurrierender Produkte nur durch Werbung erfahren. Seit sich immer mehr Verbraucher allerdings online über Produkte und Dienstleistungen informieren, wird die Informationsfunktion einerseits immer wichtiger, andererseits zunehmend von Suchmaschinen und Vergleichsportalen vorstrukturiert angeboten.

### Kritik an der Werbesprache
Werbesprache wird oft im Deutschunterricht an den Schulen kritisch analysiert. Die Kritik an der Werbesprache („Werbekritik“) richtet sich auf die rhetorischen Mittel, die manipulativ und „verführerisch“ erscheinen und für die Kommerzialisierung und das das Anheizen von Konsumwünschen verantwortlich gemacht wird. Ferner wird die Missachtung der Verbraucher kritisiert, die in dem Übermaß an Werblichkeit und Wiederholungen wie überhaupt in der Überflutung mit Werbebotschaften insgesamt gesehen wird. Ein dritter Kritikpunkt betrifft oft die Qualität der Werbung und der Werbesprache. So werden immer wieder Anglizismen („denglisch“) und Sexismus kritisiert.

### Text und Bild
Eine erfolgreiche Anzeige berücksichtigt diese Schwierigkeiten. Generell ist zu beobachten, dass der Anteil von Textelementen im Laufe der Geschichte deutlich zurückgegangen ist. Während die Anzeigen in den Intelligenzblättern ausschließlich aus (ziemlich langen) Texten bestanden, gibt es heutzutage nur wenige Anzeigen, die ohne visuelle Elemente auskommen.
Bilder werden schneller wahrgenommen. Ein Bild kann, muss aber nicht notwendigerweise das beworbene Produkt zeigen. Es kann auch als Blickfang dienen (z. B. eine attraktive Frau) oder allgemeine positive Assoziationen hervorrufen, die mit dem Produkt verbunden werden (z. B. ein Cowboy als Symbol der Freiheit in der Zigaretten-Werbung). Hierbei ist jedoch zu beachten, dass die Wahrnehmung eines Bildes bei jedem Betrachter unterschiedlich sein kann, da sie von der Herkunft, der Bildung und psychologischen Faktoren wie der Motivation abhängt. Besonders originelle Bilder werden untrennbar mit einem bestimmten Produkt verbunden, z. B. die Milka-Kuh oder das HB-Männchen.
Eine Anzeige ist besonders verständlich und erfolgversprechend, wenn Bild und Text zusammen erscheinen. Die Kombinationsmöglichkeiten sind dabei grundsätzlich unbegrenzt, da die Betrachter automatisch nach einem Sinn suchen. Eine deutliche Diskrepanz zwischen Text und Bild kann sogar positiven Einfluss haben, da die Rezipienten sich in diesem Fall besonders aktiv mit der Anzeige beschäftigen und sich anschließend leichter an den Inhalt erinnern.
Der Text einer Anzeige lässt sich in drei Teile gliedern.
- Die Schlagzeile ist neben dem Bild der wichtigste Blickfang und bedeutend für die Aufmerksamkeitssteuerung. Sie besteht im Idealfall aus fünf bis acht Wörtern und unterstützt die bildliche Darstellung.
- Der Fließtext soll zusätzliche Informationen zum beworbenen Produkt bieten. Allerdings wird er nur von etwa 5 % der Rezipienten gelesen, da er angesichts der selektiven Wahrnehmung in den meistens Fällen zu ausführlich ist.
- Der Slogan besteht meistens nur aus wenigen Wörtern und bildet eine Einheit mit dem Produktnamen. Somit entlastet er das Gedächtnis und unterstützt die Wiedererkennung des Produkts.

Die häufigsten Wortarten in Anzeigen sind neben den Substantiven die Adjektive bzw. Adverbien, mit denen die Eigenschaften eines Produkts beschrieben werden. Manche von ihnen drücken nur eine positive Verstärkung aus (extra, aktiv). Beliebt sind auch Neologismen, die durch Komposition von mehreren Substantiven und Adjektiven/Adverbien gebildet werden, wie z. B. die Fünf-Minuten-Terrine oder das Technopolymer. Bei den Verben kann man handlungsorientierte Begriffe wie nehmen von denen unterscheiden, die sich auf die Wahrnehmung beziehen, z. B. fühlen, erfahren oder genießen.
Wenn man Listen der beliebtesten Wörter aus verschiedenen Jahren vergleicht, lassen sich auch Rückschlüsse auf die jeweilige Gesellschaft ziehen. So waren 1968 Begriffe wie Reinheit, Genuß und Natur beliebt, während heutzutage Schönheit, Zukunft und Zeit dominieren. Der Ausdruck Sicherheit stieg von Platz acht auf Platz vier.

### Rhetorik
Die Werbung nutzt viele aus der Rhetorik bekannte Stilmittel. Texte, in denen Elemente wie Alliteration, Parallelismus, Anapher, Ellipse oder ein Reim verwendet werden, prägen sich leichter ein als eine nüchterne Beschreibung. Durch einen Superlativ wird das eigene Produkt gegenüber der Konkurrenz hervorgehoben. Eine Personifikation sorgt dafür, dass ein kompliziertes technisches Produkt (z. B. ein Auto) menschlich und sympathisch erscheint. Ähnlich funktionieren Agens-Formen wie der Klarspüler.
Ein weiteres beliebtes Stilmittel ist die Verwendung von Zitaten oder Phraseologismen. Dabei kann man verschiedene Formen der Intertextualität unterscheiden. Beim direkten Zitat wird ein Teil des Referenztextes vollständig und unverändert übernommen und markiert (mit Anführungszeichen oder Quellenangabe) oder unmarkiert in die Werbung eingefügt. In anderen Fällen werden nur einige lexikalische Elemente oder die syntaktische Struktur kopiert. Anspielungen können auch bildlich erfolgen; eine Prinzessin steht z. B. stellvertretend für die Gattung Märchen. Wichtig für den Erfolg ist die Bekanntheit des Referenztextes. Wenn der Rezipient den Bezug nicht erkennt, verfehlt die Werbung ihre Wirkung.
Eine gute Anzeige zeichnet sich durch eine erkennbare Struktur und klare Formulierungen aus. Sie benutzt prägnantes und geläufiges Vokabular. Das Wichtigste ist jedoch die Wirkung. Diese kann auch – wie bereits angedeutet – durch eine bewusste Abweichung von den Normen entstehen.

### Werbung als Dialog
Da es sich bei der Werbung um einen Dialog zwischen Produzenten und Kunden handelt, finden auch entsprechende Strategien, die aus der Kommunikationsanalyse bekannt sind, Verwendung. Der Kunde soll durch mehr oder weniger direkte Aufforderungen zum Kauf bewegt werden. Dies kann durch Imperative oder durch rhetorische Fragen geschehen. Dabei wird der Eindruck erweckt, dass der Kunde ohne das Produkt X kein angenehmes Leben führen könnte. Deshalb wird die Werbung dafür kritisiert, dass sie mehr verspricht, als ein Produkt leisten kann. Besonders häufig findet man solche Vorwürfe bei der politischen Werbung (Wahlplakate).

## Produktname
Der Produktname dient zur Identifizierung einer Ware und zur Abgrenzung gegenüber der Konkurrenz. Der Kunde soll ein Produkt möglichst mit einer bestimmten Marke verbinden. Diese Verbindung kann in bestimmten Fällen sogar zu einer sogenannten Deonymisierung führen. Dabei wird der Produktname zur Bezeichnung für den Gegenstand (Gattungsname). Beispiele hierfür sind Tempo für ein Papiertaschentuch, Tesa für ein Klebeband oder Nutella für die Nuss-Nougat-Creme. Aus manchen Produktnamen wurden sogar Verben abgeleitet, wie etwa kärchern oder fönen sowie im Englischen to xerox „fotokopieren“ und to hoover „staubsaugen“.
Aus linguistischer Sicht nehmen Produktnamen also eine Sonderstellung ein.
Produktnamen nehmen eine Zwischenstellung zwischen Eigennamen und Appellativen ein, da sie einerseits wie Eigennamen Einzelobjekte identifizieren […], andererseits aber auch wie Appellative ganze Klassen von Gegenständen mit bestimmten Eigenschaften benennen […]. (Lit.: Janich, S. 51)
Entscheidend für die Auswahl eines Produktnamens ist nicht nur die Wirkung. Wenn die Ware international vermarktet werden soll, müssen auch kulturelle und sprachliche Tabus beachtet werden. Außerdem sind nur solche Produktnamen zulässig, die die Bedingungen des Markengesetzes erfüllen.
Bei der Bildung eines Produktnamens lassen sich mehrere Prinzipien unterscheiden.
- Lexikalische Elemente oder Eigennamen (auch aus Fremdsprachen) werden unverändert als Produktname übernommen (z. B. Golf oder Brigitte).
- Lexikalische Elemente dienen als Basis für einen Produktnamen. Dazu zählen auch komplexe Bildungen, z. B. Sinalco aus sine alcohol (ohne Alkohol), und Teilsätze (z. B. Du darfst). Teils wird dabei bewusst von den orthographischen oder grammatikalischen Regeln abgewichen. So wird z. B. für Yello Strom mit der Farbe Gelb geworben, obwohl das w des englischen Wortes yellow im Namen fehlt. Ähnliches gilt für den Slogan das König der Biere.
- Es handelt sich um ein neu geschaffenes Wort (Neologismus), z. B. Kodak. Diese Kreativität ist nicht auf den Produktnamen beschränkt, sondern findet auch in der Beschreibung Anwendung. Beispiele hierfür sind unkaputtbar und aprilfrisch sowie der Fleckenteufel.
- Manche Produktnamen liefern auch Informationen über das Produkt. Ein Beispiel ist das Akronym Haribo, das auf den Hersteller verweist (Hans Riegel aus Bonn).

## Fremdsprache, Dialekt und Fachsprache
Bei den Fremdsprachen werden weit verbreitete und allgemein bekannte Sprachen bevorzugt. Deshalb dominieren sprachliche Elemente aus dem Englischen. An zweiter Stelle folgt das Französische. Bezüglich der Wortarten gibt es keine Beschränkungen. Substantive und Adjektive zur Beschreibung der Produkte werden ebenso übernommen wie Verben.
Das Englische ist nahezu überall zu finden.  Man assoziiert damit moderne Technik (Computer) und die Internationalität weltweit agierender Konzerne. Da die Sprache allgemein bekannt ist, werden daraus übernommene Elemente kaum integriert, d. h. an die deutsche Sprache angepasst. Veränderungen sind deshalb auffällig, wie z. B. beim bereits erwähnten Yello Strom. Ein weiteres Beispiel ist der Slogan Do you yahoo?. Aus dem englischen Substantiv, das eine Beleidigung darstellt (Yahoo: engl. für Saukerl), wird ein harmloses Verb. Aber auch bei einer weit verbreiteten Sprache wie dem Englischen hängt die Wirkung der Werbung davon ab, inwiefern der Rezipient die Aussage versteht. Sonst könnte man z. B. den Slogan Come in and find out aufgrund des Parallelismus missverstehen (hereinkommen und den Weg nach draußen finden).
Andere Fremdsprachen sind in ihrer Anwendung spezialisiert. Sie werden hauptsächlich bei einzelnen Gruppen von Produkten verwendet, die mit dem jeweiligen Land assoziiert werden. So findet man französische Elemente vor allem, wenn es um Mode (Haute Couture, Prêt-à-porter) oder kulinarische Spezialitäten (Haute Cuisine) geht. Manchmal wird aber auch der Hersteller betont, z. B. bei Autos. So wirbt BMW mit Freude am Fahren, Rover mit A class of its own und Renault mit Créateur d'automobiles. In seltener verwendeten Sprachen werden meistens keine lexikalischen Elemente, sondern fremde Eigennamen benutzt, z. B. Giotto oder Villarriba und Villabajo. Die beiden letztgenannten Namen bedeuten übersetzt nichts anderes als Unter- bzw. Oberstadt. Der Inhalt ist in diesen Fällen weniger bedeutend. Betont wird stattdessen die Fremdheit und Andersartigkeit.
Im Gegensatz dazu signalisiert die Verwendung eines Dialekts die Verbundenheit mit der Heimat. Da es sich um eine regional gebundene Varietät der (deutschen) Sprache handelt, fühlen sich die Rezipienten in der entsprechenden Gegend besonders angesprochen. Allerdings wird in der Werbung häufig eine weniger ausgeprägte Form gewählt, die sich näher an der Standardsprache befindet, um einen Kompromiss zwischen der möglichst weiten Verbreitung des Produkts und der regionalen Identifikation zu finden. Außerdem ist zu beachten, dass es bei Dialekten keine verbindliche Orthographie gibt. Um mögliche Verständnisschwierigkeiten zu vermeiden, wird der Dialekt vor allem in audiovisuellen Medien (Hörfunk, Fernsehen) eingesetzt oder auf regional erscheinende Printmedien (z. B. die örtliche Tageszeitung) beschränkt. Die dialektale Werbung wird häufig mit Testimonials kombiniert. Prominente aus der jeweiligen Region sprechen ihre Mundart und verstärken somit die Gedanken an die Heimat.
Es kann problematisch sein, wenn ein Hersteller sich aus dem Wortschatz einer Fachsprache bedient. Denn bei der Verwendung in der Werbung handelt es sich um eine fachexterne Kommunikationssituation. Laien müssen mit Begriffen umgehen, die sonst Experten des jeweiligen Fachbereichs vorbehalten sind. Wenn die Entwicklungen und Ergebnisse in den öffentlichen Medien thematisiert werden und somit Teil des allgemeinen Diskurses sind, können Fachbegriffe umso leichter in die Werbesprache übernommen werden. Neben dieser sprachlichen Alltagsnähe ist auch das gesellschaftliche Prestige des Fachs ein entscheidender Auswahlfaktor. Besondere Regeln gelten für die pharmazeutische Werbung. Das Heilmittelwerbegesetz schreibt gewisse Pflichtangaben vor und verbietet ausdrücklich irreführende Aussagen und falsche Versprechungen.
Oft kommt es jedoch gar nicht auf die genaue Bedeutung eines Begriffs an. Vielmehr sollen durch fremde Elemente Glaubwürdigkeit und wissenschaftliche Genauigkeit signalisiert werden (z. B. das Coenzym Q10). Ein umstrittenes Thema sind die probiotischen Lebensmittel. Pseudofachsprachliche Begriffe werden eigens zu diesem Zweck kreiert (AHA-Komplex). Die fachsprachlichen Texte werden häufig mit entsprechenden Grafiken und Tabellen kombiniert, um den Eindruck zu verstärken.